# Antioch Kantemir
Antioch Dimitrijevitj Kantemir, född 1708 i Konstantinopel, död 1744 i Paris, var en rysk författare och diplomat.
Han var son till Dimitrie Cantemir och kom vid tre års ålder tillsammans med sin far till Ryssland. Hans mor var grekiska och han fick en ordentlig utbildning redan i unga år. Kantemir är Rysslands första skönlitterära författare av betydelse och samhällssatiriker och skrev nio satirer med Horatius och Boileau som föredömen. Satiren drabbade alla stånd och samhällsklasser. 
Kantemir blev officer vid Preobrazjenskijregementet och utnämndes 1731 till rysk minister i London. 1738 förflyttades han till Paris och återkom aldrig till Ryssland. Trots sitt diplomatiska arbete hade han tid att fortsätta sina matematiska studier, vilka han inlett i Sankt Petersburg och att läsa grekisk och romersk litteratur. Han översatte Anakreon och Justinus Martyren, Montesquieus "Lettres persanes", Fontenelle, Algarotti med flera och skrev fabler och lyrik. Han samlade sina satirer för utgivning år 1743 (översatta till franska 1746 och tyska 1752), men de trycktes först 1762.